# Рендинара
Рендинара (итал. Rendinara) је насеље у Италији у округу Л'Аквила, региону Абруцо.
Према процени из 2011. у насељу је живело 145 становника. Насеље се налази на надморској висини од 880 м.